# Modestep
Josh Friend, más conocido como Modestep es un DJ y productor musical británico basado en Los Ángeles, California, de los géneros rock electrónico, dubstep y drum and bass. Inicialmente fue una banda creada en 2010 formada por Josh Friend, Tony Friend, Pat Lundy, Nick Tsang, Kyle Deek y Matthew Curtis hasta 2022, que fue el año en el que la gran mayoría de los integrantes había abandonado la banda, quedando Josh Friend como solista. Debutó con el álbum Evolution Theory, lanzado el 11 de febrero de 2013, en la que se incluían cinco singles: "Feel Good", "Sunlight", "To The Stars"," Show Me A Sign" y " Another Day ".

## Carrera musical

### Primeros años (2010–2011)
Tony era DJ desde 2001, mientras que Josh había estado en varias bandas antes de Modestep con Matthew Curtis. El guitarrista Nick Tsang, era un antiguo miembro de Go: Audio.

### Evolution Theory (2011–2013)
Modestep comenzó a trabajar en su álbum debut a principios de enero de 2011, con su primer sencillo "Feel Good" lanzado en Reino Unido el 6 de febrero de 2011; logró alcanzar en la BBC Radio 1 durante las semanas antes del lanzamiento. El sencillo fue lanzado como parte de un extended play , incluyendo otra pista titulada "Bite the Hand". El 13 de febrero, el sencillo debutó en el número 38 en el UK Singles Chart, también llegando al 5 en el independent releases chart y número 6 en dance releases chart. El video musical de la nueva versión de su "Sunlight", fue lanzado en YouTube el 3 de julio, pasando el millón de visitas en cuatro días, debutando en el número 16 en las listas británicas. " To the Stars" también llegó a la Radio 1 A-List y fue lanzado el 6 de noviembre. Su cuarto sencillo "Show Me a Sign" hizo su debut en YouTube el 19 de marzo de 2012 y fue puesto lanzado el 6 de mayo de 2012. También fueron un acto de apoyo para for Lostprophets Weapons Tour a mediados de 2012 y fue recibido muy bien por el público. En julio de 2012, el quinto sencillo de Evolution Theory, titulado "Another Day", fue emitido en la BBC Radio 1Xtra. Modestep había realizado previamente esta canción para abrir su set en el apoyo a Lostprophets en su gira de primavera por Reino Unido. Justo antes de que la canción se lanzara Tony Friend reveló en una entrevista que Modestep esperaba para lanzar su álbum debut el 3 de septiembre de 2012. Después de que el álbum se retrasó al 14 de enero de 2013, que se retrasó una vez más al 11 de febrero de 2013.

### Inside My Head (2013-2015)
El 16 de octubre de 2013 comenzaron a trabajar en la primera canción de su álbum de estudio Inside My Head. En diciembre de 2013, la banda se embarcó en la gira Foot Locker en Europa, promocionando la popular tienda de calzado Foot Locker. El 14 de enero de 2014, Tsang y Curtis abandonaron la banda para dedicarse a sus propias carreras en la industria de la música. A pesar de esto, el álbum todavía estaba programado y se espera una gira mundial con los dos nuevos miembros, Pat Lundy (exbaterista de la icónica banda Funeral For A Friend) y Kyle Deek (22 años) quienes se unieron en la primavera de 2014. A partir de mediados de 2014, Josh y Tony comenzaron su aparición recurrente en la serie de YouTube de TheSyndicateProject, "Mianite", una serie de videos basados en el juego Minecraft.
La banda lanzó un nuevo sencillo titulado "Snake" para su descarga gratuita a mediados de enero de 2015. El 22 de febrero de 2015, anunciaron el título y la lista de canciones de su segundo álbum de estudio, que se lanzará el 25 de mayo de 2015. London Road, lanzado a través del sello discográfico de Modestep Max Records, cuenta con colaboraciones con FuntCase, Teddy Killerz, Culprate, The Partysquad , Trolley Snatcha, Big Narstie, Flowdan, Frisco y más. El 14 de mayo de 2015, Modestep anunció el lanzamiento de una nueva canción por día hasta el lanzamiento completo del álbum.

### Firma con Disciple y Monstercat y la salida de Tony y Deek (2017-2024)
Después de una pausa, Modestep volvió con su sencillo "Living for the Weekend", la canción fue sacada el 3 de febrero de 2017 en el sello discográfico Never Say Die
En el verano del 2017 Tony Friend y Kyle Deek dejaron la banda, ahora solo Josh y Pat siendo un dúo, sacaron tres singles con el sello canadiense Monstercat, "Higher" el 13 de noviembre, "Going Nowhere" (Con Dion Timmer) el 19 de noviembre y "Summer" el 7 de mayo del 2018
El 4 de julio de 2018 Disciple anunció la incorporación de Modestep al sello, teniendo su primer lanzamiento en el Alliance Vol. 4 junto a Virtual Riot y Barely Alive llamado "By My Side.
Modestep volvieron a Monstercat, para lanzar Not IRL en enero de 2019.
En 2019, lanzaron su EP debut de Disciple llamado Echoes, el cual contó la colaboración de Virtual Riot en su canción llamada Nothing. Modestep participó en el LP de PhaseOne llamado "Transcendency" con la canción llamada "MAYDAY". En julio de 2019 lanzaron su segundo EP en ese año llamado "Dawn". Más tarde, lanzaron su sencillo "Old School" junto a MVRDA en el Alliance Vol. 5 de Disciple y también su sencillo en solitario llamado "Alarm" en la compilación "Knights Of The Round Table Vol. 3" del subsello de Disciple Records, Disciple Round Table.
En 2020, Modestep lanzó "The Remixes", el cual era un recopilatorio de remixes de las canciones "Blood", "The Beginning" y "Psycho" (pertenecientes a su EP "Dawn") y un remix de The Fallout (perteneciente a su EP "Echoes") y traía remixes de parte de los productores Code: Pandorum, Definitive, ECRAZE & Graphyt y Riot Ten respectivamente, el remix de este último fue duramente criticado por los seguidores de Disciple y de Modestep, argumentando de que era un remix aburrido y genérico. Meses más tarde, lanzaron su sencillo del Alliance Vol. 6 llamado "Lost My Way", el cual posteriormente fue remixeado por el productor Mal Madson.
En 2021, a través de UKF Music, lanzaron una canción de Drum and Bass llamada "Forever". Volviendo a Disciple, colaboraron junto Virtual Riot y Frank Zummo, que tiempo después estaría disponible en el LP de Virtual Riot llamado Simulation. Para cerrar el 2021, Modestep lanzó su sencillo para la compilación Alliance Vol. 7 llamado "Solastalgia" teniendo buena recepción entre sus seguidores.
El 10 de octubre de 2022 Disciple anunciaron su nuevo y último EP como dúo, "Diamonds" el cual tiene colaboraciones con los productores Automhate, Oddprophet, Dr. Ushuu, Nosphere y Jiqui.
El 4 de noviembre de 2022 se dio conocer en Twitter la salida de Pat, por lo que Josh se quedó solo.
El 10 de febrero del 2023 se dio a conocer la decisión de Josh de salir de Disciple para centrarse en proyectos con menos dubstep

Después de una cuidadosa consideración, basada en el tipo de música que pretendo lanzar en el futuro (mucho menos dubstep moderno y un regreso a nuestras raíces multigénero en vivo), he decidido dejar la lista de disciple.
Me gustaría agradecer a todos los artistas del sello por recibirnos como familia, y por ser la columna vertebral de un gran momento de la música
Josh en la cuenta oficial de Twitter de Modestep

El 20 de julio de 2023 salió el sencillo "BRB", un Drum And Bass melódico publicado vía UKF Music.
El 24 de mayo de 2024 lanzó una colaboración junto a SOTA llamada "Another World" por el sello de Monstercat, una producción híbrida entre Drum And Bass y Dubstep.
El 6 de diciembre Modestep regresa a UKF con el sencillo "kiss u", como parte de la celebración de los 15 años del canal musical.

## Discografía

### Álbumes de Estudio
2013
- "Evolution Theory" // (Polydor)
  - "Show Me A Sign"
  - "Another Day" (con Popeska)
  - "Evolution Theory" (con D Power, Jammer Ft. Frisco, Jammin)
  - "Sunlight"
  - "Praying For Silence" (con Document One)
  - "Freedom"
  - "Time"
  - "Burn" (Ft. Newham Generals)
  - "To The Stars"
  - "Leave My Mind"
  - "Take It All" (con Koven)
  - "Feel Good"
  - "Bite The Hand"
  - "Up"
  - "Saved The World"
  - "Slow Hand (Bonus Track)"
- "Evolution Theory (Deluxe Edition)" // (Polydor)
  - "Another Day (xKore Remix)" (con Popeska)
  - "Another Day (Smooth Remix)" (con Popeska)
  - "Another Day (M.J. Cole Remix)" (con Popeska)
  - "Sunlight (Zomboy Remix)"
  - "Feel Good (Document One Remix)"
  - "Show Me A Sign (Popeska Remix)"
  - "Evolution Theory (Teddy Killerz Remix)" (con D Power, Jammer Ft. Frisco, Jammin)

2015
- "London Road" // (Virgin)
  - "Damien" (con FuntCase)
  - "Make You Mine" (con Teddy Killerz)
  - "Machines"
  - "On Our Own" (con Culprate)
  - "Feel Alive"
  - "Rainbow" (con The Partysquad)
  - "Snake"
  - "Nightbus Home"
  - "Seams"
  - "Sing" (con Trolley Snatcha)
  - "Circles" (Ft. Skindred)
  - "Game Over" (con Rude Kid, LAYZ Ft. Big Narstie, Dialect, Discarda, Flowdan, Frisco)
- "London Road (Remixed)" // (Virgin)
  - "Machines (Mefjus Remix)"
  - "Machines (Tru Fonix Remix)"
  - "On Our Own (Heist Remix)" (con Culprate)
  - "Rainbow (Dismantle Remix)" (con The Partysquad)
  - "Rainbow (Original Sin Remix)" (con The Partysquad)
  - "Rainbow (Vanilla Ace Remix)" (con The Partysquad)
  - "Rainbow (xKore Remix)" (con The Partysquad)

### EPs
2011
- "Show Me A Sign (Remixes)" // (Polydor)
  - "Show Me A Sign (Camo & Krooked Remix)"
  - "Show Me A Sign (Phear Phace Remix)"
  - "Show Me A Sign (Todd Edwards Dub Remix)"
  - "Paradise (Coldplay Cover)"

2013
- "Inside My Head EP" // (Polydor)
  - "Inside My Head" (con Teddy Killerz Ft. Ghetts)
  - "Prevolution"

2016
- "Sing (Remixes)"  (con Trolley Snatcha) // (Virgin)
  - "Sing (Yellow Claw & Cesqeaux Remix)"  (con Trolley Snatcha)
  - "Sing (Rude Kid Remix)"  (con Trolley Snatcha)
  - "Sing (Spag Heddy Remix)"  (con Trolley Snatcha)

2017
- "Living For The Weekend (Remixes)" // (Never Say Die)
  - "Living For The Weekend (BadKlaat Remix)"
  - "Living For The Weekend (Gentlemens Club Remix)"

2018
- "Higher (The Remixes)" // (Monstercat)
  - "Higher (Oliverse Remix)"
  - "Higher (Champion Remix)"

2019
- "Echoes EP" // (Disciple.)
  - "Space Apocalypse"
  - "Nothing" (con Virtual Riot)
  - "The Fallout"
  - "Smoke Up"
  - "Lost Inside"
- "Dawn EP" // (Disciple.)
  - "The Beginning"
  - "Psycho"
  - "Blood"
  - "Without You"

2020
- "The Remixes" // (Disciple.)
  - "The Fallout (Riot Ten Remix)"
  - "Psycho (ECRAZE, Graphyt Remix)"
  - "Blood (Code: Pandorum Remix)"
  - "The Beginning (Definitive Remix)"

2022
- "Diamonds EP" // (Disciple.)
  - "Ride Or Die" (con Automhate)
  - "Far From Blind" (con oddprophet)
  - "Diamonds" (con Dr.Ushuu)
  - "WTFU" (con Nosphere)
  - "Space Invader" (con Jiqui)

### Sencillos
2010
- "Bogey Wonderland" // (MySpace.com)
- "Slow Hand" // (Polydor) (Evolution Theory)

2011
- "Sunlight" // (Polydor) (Evolution Theory)
  - "Sunlight"
  - "Sunlight (Torqux & Twist Remix)"
- "Show Me A Sign" // (Polydor) (Evolution Theory)

2015
- "Machines" // (Polydor) (London Road)

2017
- "Living For The Weekend" // (Never Say Die)
- "Higher" // (Monstercat)

2018
- "Going Nowhere" (con Dion Timmer) // (Monstercat)
- "Summer" // (Monstercat)
- "By My Side" (con Virtual Riot, Barely Alive) // (Disciple.)
- "WIP" // (Disciple. Round Table)

2019
- "Not IRL" // (Monstercat)
- "Old School" (con MVRDA) // (Disciple.)
- "Alarm" // (Disciple. Round Table)

2020
- "Lost My Way" // (Disciple.)

2021
- "Forever" // (UKF)
- "Solastalgia" // (Disciple.)

2023
- "Forever" // (UKF)

2024
- "Another World" (con SOTA) // (Monstercat)
- "kiss u" // (UKF)

2025
- "Shutting Down" // (Create Music Group) (Give Up The Ghost)
- "Bodybag" // (Create Music Group) (Give Up The Ghost)
- "Hang My Heart" // (Create Music Group) (Give Up The Ghost)